# Homapoderus arboretum
Homapoderus arboretum es una especie de coleóptero de la familia Attelabidae.

## Distribución geográfica
Habita en Tanzania.